# 職業美式足球名人堂
職業美式足球名人堂（英語：Pro Football Hall of Fame）位於美國俄亥俄州坎頓市，是專門表彰美式足球頂尖人物的殿堂。名人堂于1963年9月7日开放，包括了球員、教練、裁判、球隊經營者和管理者等在職業美式足球領域表現優異的人物，幾乎所有人都是在國家美式足球聯盟（NFL）中做過重要貢獻。
截至2023年，名人堂共有371名成员。通常每年有4到9名新入选者。在2020年，共有20位球員入選名人堂，其中包括5位現代球員和另外15位被稱為「百年紀念班」的成員，以慶祝美國職業足球大聯盟成立100周年。 
芝加哥熊队拥有最多的入选者，有30人（若包括短期待過的話有36人）。

## 历史

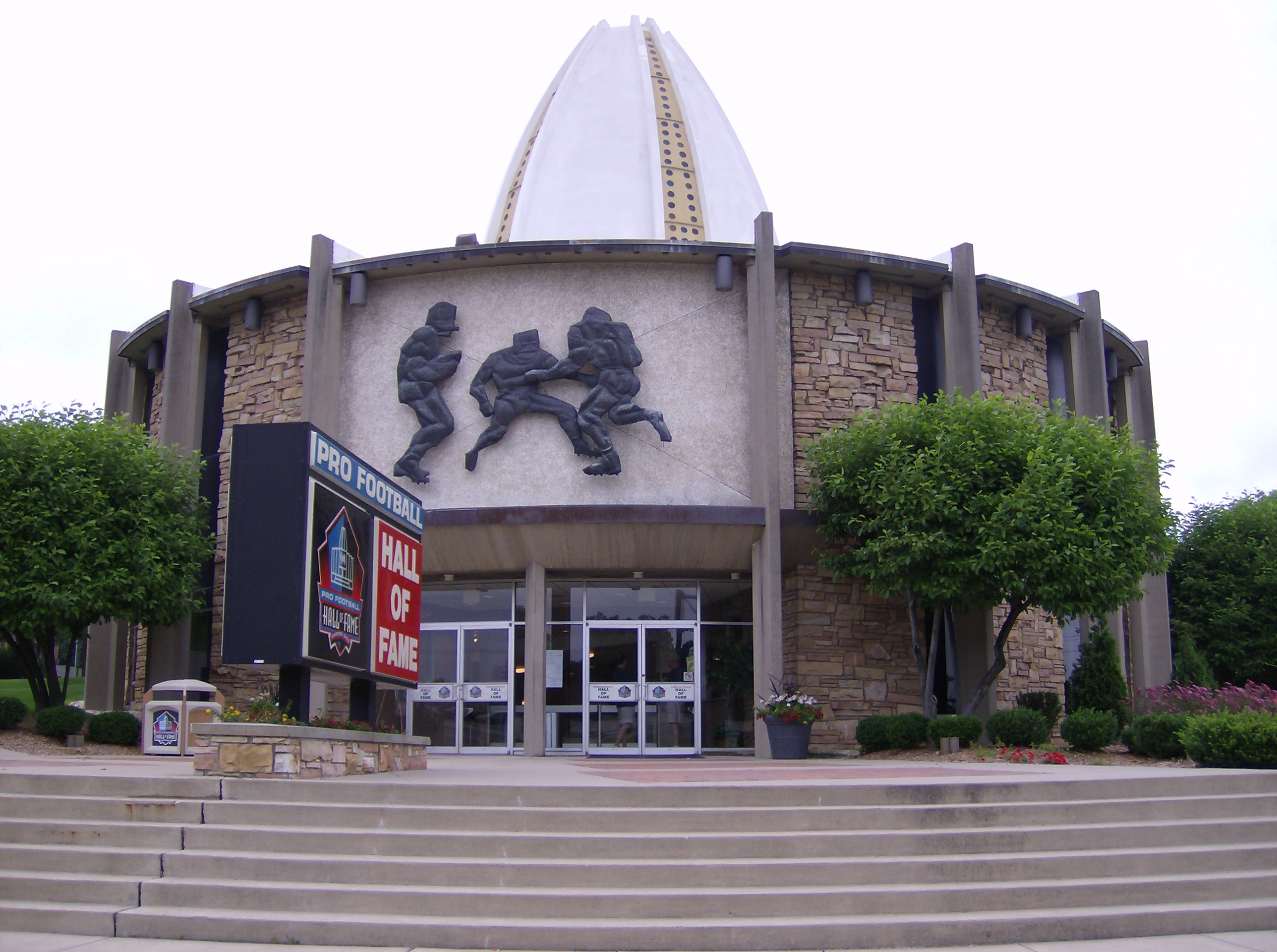
职业橄榄球名人堂的原始入口

當年俄亥俄州坎頓市能成功說服NFL在當地建立名人堂的理由有三：首先，NFL于1920年9月17日在坎頓成立， （当时称为美国职业美式足球协会）。其次，现已解散的坎頓鬥牛犬隊是一支成功的职业美式足球队，也是NFL的第一支卫冕冠军的球隊（1922－1923年）。第三，坎頓社区發起了募款活动，筹集了近400,000美元（相當於2021年的2,784,000美元）建造名人堂。该建筑於1962年8月11日開始動工，於1963年9月7日向公众开放。
原来的建筑只有两个房间， 合計19,000平方英尺（1,800平方）的内部空間面積。1970年4月第一次扩建破土动工，耗资620,000美元，在1971年5月10日完工，面积增加到34,000平方英尺（3,200平方），主要增設禮品專賣店。这也是該名人堂的一个重要里程碑，因为當年參訪率首次超过200,000人大关。由於美国美式足球联盟的出现，及其在最後两场AFL-NFL世界锦标赛中的成功，导致职业美式足球越来越受欢迎。
1977年11月，开始了另一次扩建，耗资1,200,000美元，於1978年11月完工，扩大了礼品店和研究图书馆，同时将GameDay Stadium戯院的规模扩大了一倍。大厅的总面积现在是50,500平方英尺（4,690平方），超过原尺寸的2.5倍。
1993年7月，耗资9,200,000美元再次扩建，增加了第五个房间。此次扩建于1995年10月1日完成， 建筑面积增加到了82,307平方英尺（7,647平方）。值得一提的是戯院新增的20乘42-英尺（6.1乘12.8-）宽银幕，用以播放NFL影業出品的影片。

## 入选名單

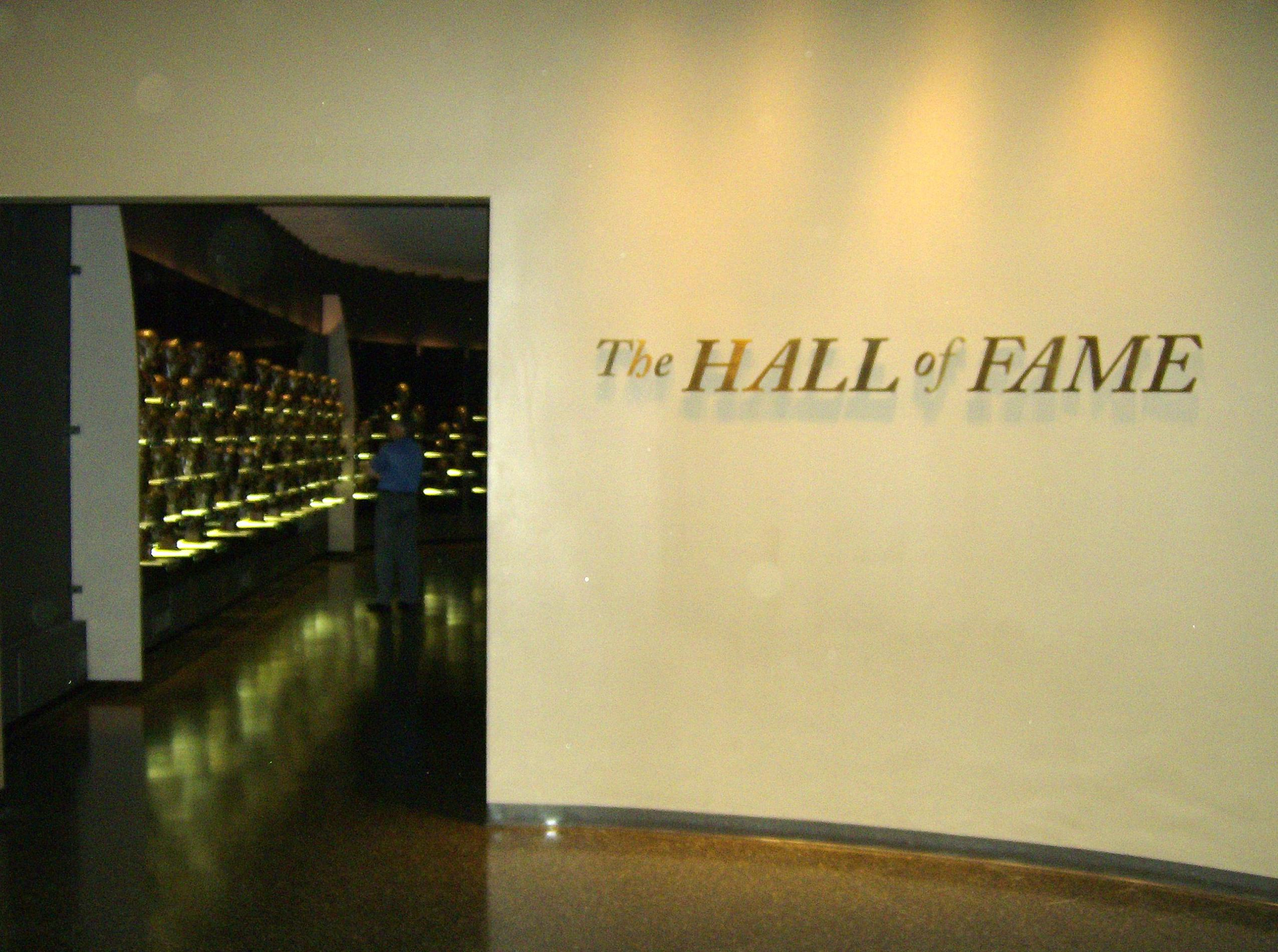
大厅由几个部分组成，其核心是展示入选者

2022 年爲止，名人堂里的所有球员，除了布法罗比尔队的後衛比利·蕭，都至少待過NFL；在 1970 年AFL與NFL合并之前，比利·蕭的整个职业生涯都在美國美式足球联盟（AFL）打球。
芝加哥熊队在联盟的球隊中拥有最多的名人堂成员，有37名或30位，具体取决于是否计算了只在球队打过一小段時間的球员。

### 評選过程

#### 遴选委员会
一个由49 位、主要由媒体界人士组成的遴选委员会。每个拥有当前NFL球队的城市都会派一名当地媒体代表参加委员会，拥有多个球隊的城市則一个球隊可派一名代表。还有15名社會代表，包括一名来自职业足球作家协会的代表。除了作家協會代表任期為两年外，其他代表的任期都是无期限的，除非死亡、失能、退休或辞职时才会终止。

#### 投票程序

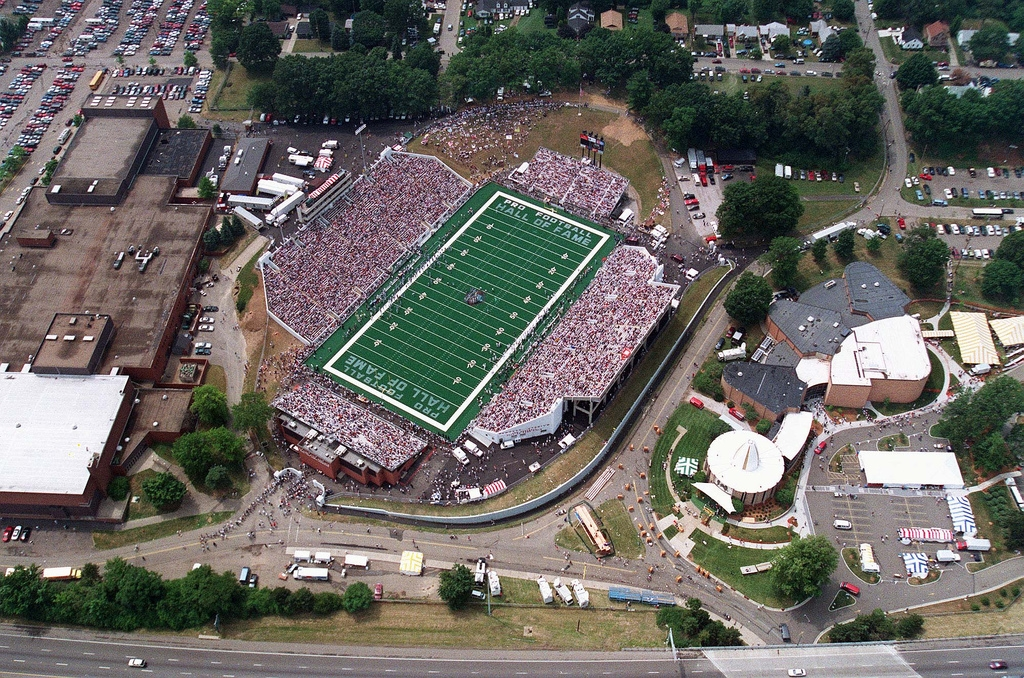
汤姆·本森名人堂体育场，右下方是名人堂

要获得提名的资格，球员或教练必须至少退役五年；任何其他贡献者，例如团队负责人或高管，則無此限。
球迷想提名任何球员、教练或贡献者只需写信或发送电子邮件至名人堂。遴选委员会每年會通过邮件进行三次投票（在3、9、10月），初選出25名，接著在11月再通过郵件投票选出15名入圍者。
一個資深和贡献者委员会是整个遴选委员会裏的一個小组，提名資深球員（那些退役超過25年的球员）和贡献者（在比赛或教练以外的领域为比赛做出贡献的个人）。老年人資深和贡献者委员会隔年增加一到两名入围者，於是全体委员会每年將对18名入围者进行最终投票。委员会成员被要求只能考虑候选人對职业足球的贡献，而不考慮所有其他因素。
接著，遴选委员会在“遴选星期六”开会，即每次超级碗比赛的前一天，投票选出新一届的入選者——至少四名、最多八名。入選者必须得到全體至少80%的同意票。

## 批评
每年當選的候選人數量較少，因此，有些人認為這種情況對於某些位置或類別的球員來説並不公平，尤其是普遍排除了防守球員（特別是防守後衛和外線衛）、特勤組球員、外接員以及年代較遠的球員。同時，也有人批評某些應該入選的球員因為多數甚至全部的時間都待在弱隊而被忽視了。 
2009年，一篇紐約時報的文章批評名人堂沒有將棄踢員雷·蓋放進候選名單中，而名人堂錯誤地聲稱當時沒有任何代表該位置的入選者。事實上，雅爾·拉里在1979年已經入選，他既是安全衛又是棄踢員，而薩米·鮑除了擔任四分衛外，也曾擔任過棄踢員；直到自由換人在1960年代普及之前，棄踢員這個位置並不是專職，因此大多數棄踢員也兼任其他位置。雷·蓋終於在2014年進入了名人堂。
職業美式足球名人堂在北美主要職業運動名人堂中是獨特的，因為裁判通常被排除在外。1966年的矮子雷和2022年的亞瑟·麥克納利是因爲擔任裁判主管而入選，而不是因為擔任比賽裁判；麦克纳利是其中唯一有比赛裁判经验的入选者。国家棒球名人堂暨博物馆、奈史密斯篮球名人堂和冰球名人堂均已吸纳比赛裁判作为成员。
另一个在名人堂中明显被忽視的是体育记者霍华德·科塞尔，尽管他与《周一晚间足球》節目有众所周知的關係，但他还没有被授予皮特·罗泽尔广播电视奖，也没有入选名人堂。2010年8月《運動畫刊》的一篇文章甚至暗示科塞尔可能被NFL列入「黑名单」。
随着2010年代末的到来，若干有争议和評價两极分化的人开始获得进入名人堂的资格。例如，达伦·夏珀的职业生涯成績使他成为名人堂候选人，但由于他在退休後多次由於强奸和贩毒被定罪，因此是否应该入选名人堂還存在争议。
特雷爾·歐文斯儘管擁有優異的個人成績，但在他剛符合入選名人堂年限後的前兩屆均被排除在名單外，造成了爭議。儘管他終於在2018年被選入名人堂，但他拒絕參加典禮。

## 註解與參考資料
1. ↑  . Pro Football Hall of Fame.   [2012-02-06]. （原始内容存档于2009-07-15）.
2. 1 2 3 4  Maroon, Thomas; Maroon, Margaret; Holbert, Craig. . Arcadia Publishing. 2006: 117  [2022-01-05]. ISBN 9780738540788.
3. ↑  .   [2023-02-11]. （原始内容存档于2023-04-06）.
4. ↑  . NFL. 2020-01-08  [2023-04-27]. （原始内容存档于2020-02-19）.
5. ↑  Fiorillo, Steve. . TheStreet.   [2019-01-21]. （原始内容存档于2020-11-15）.
6. ↑  . Pro Football Hall of Fame.   [2023-04-27]. （原始内容存档于2020-11-15）.
7. ↑  . Youngstown Vindicator (Ohio). Associated Press. 1962-08-11: 8  [2023-04-27]. （原始内容存档于2023-04-27）.
8. ↑  . Toledo Blade (Ohio). Associated Press. 1962-08-12: 6  [2023-04-27]. （原始内容存档于2023-04-27）.
9. 1 2 3 4  . Pro Football Hall of Fame. 2005-01-01  [2011-02-06]. （原始内容存档于2012-02-04）.
10. ↑  . Pro Football Hall of Fame.   [2011-02-06]. （原始内容存档于2012-06-08）.
11. ↑  . Pro Football Hall of Fame.   [2023-04-27]. （原始内容存档于2023-05-01）.
12. ↑  . ESPN. 2017-07-21  [2017-07-22]. （原始内容存档于2022-09-29）.
13. ↑  Barall, Andy. . The New York Times. 2012-02-16  [2023-04-27]. （原始内容存档于2021-11-08）.
14. ↑  Austro, Ben. . Football Zebras. 2018-02-03  [2023-04-27]. （原始内容存档于2023-01-04）.
15. ↑  Austro, Ben. . Football Zebras. 2021-08-31  [2023-04-27]. （原始内容存档于2023-04-27）.
16. ↑  Austro, Ben. . Football Zebras. 2022-02-10  [2023-04-27]. （原始内容存档于2023-04-27）.
17. ↑  Billson, Marky. . Sports Illustrated. 2010-08-04  [2017-08-06]. （原始内容存档于2010-10-06）.
18. ↑  Researcher, NFL. . NFL Sports Blog. 2013-02-04.
19. ↑  Gabrielson, Ryan. . ProPublica. 2015-04-10  [2023-04-27]. （原始内容存档于2023-04-29）.
20. ↑  Wagner-McGough, Sean. . CBSSports. 2017-02-18. （原始内容存档于2022-08-10）.
21. ↑  Bieler, Des. . The Washington Post. 2018-07-12  [2022-02-04]. （原始内容存档于2022-08-10）.

## 外部連結
- 官方网站